# Berki Péter
Berki Péter (Nagybánya, 1989. augusztus 26. –) magyar labdarúgó, jelenleg az ír Limerick FC játékosa. Csatárként és középpályásként is bevethető.

## Pályafutása
Berki Péter Nagybányán született. 2010-ben szerződött a Békéscsaba 1912 Előre csapatához a romániai Baia Mare együttesétől. Ezt követően játszott a Budapest Honvéd FC második csapatánál, valamint a BKV Előrénél és az ausztriai Oberwartnál. 2017-ig az NB II-es BFC Siófok játékosa volt.
2017. július elejétől szabadon igazolható volt, majd augusztusban szerződtette őt az ír élvonalban szereplő Limerick FC. A csapatnál augusztus 12-én mutatkozott be a Cobh Ramblers FC elleni kupamérkőzésen.